# Noel Kelehan
Noel Kelehan, född 26 december 1935 i Dublin, död 6 februari 2012 i Dublin, var en irländsk musiker (pianist), dirigent och tidigare musikchef på RTÉ. Han är mest känd som den flitigaste dirigenten i Eurovision Song Contest där han under perioden 1966-1998 dirigerade totalt 29 bidrag, varav 24 för Irland.